# Brovej (Vester Lyby)
 Brovej   er en 2 sporet motortrafikvej der går fra Vester Lyby til Vium. Den er en del af primærrute 26 der går imellem Aarhus og Hanstholm.
Vejen er en forsættelse af Nørre Boulevard fra Skive, og føres mod nord. Den passere over Viummølle Å og forsætter derefter langs med Gl. Skivevej et stykke, indtil den passere nord som Gl.Skivevej. Motortrafikvejen ender ved tilslutningsanlægget ved Saugstrupvej,  hvor der er frakørsel til Holstebro og Hvalpsund.
| Trafik | Spire Denne trafikartikel er en spire som bør udbygges. Du er velkommen til at hjælpe Wikipedia ved at udvide den. |

56°39′31″N 8°58′42″Ø / 56.6586°N 8.9782°Ø